# Gobierno de Estonia en el exilio
El Gobierno de Estonia en el exilio fue la autoridad gubernamental formalmente declarada de la República de Estonia en el exilio, que existió desde 1953 hasta el reestablecimiento de la soberanía de Estonia sobre el territorio de Estonia en 1992. Su legitimidad estaba fundada en la sucesión constitucional del último gobierno de Estonia en el poder antes de la invasión soviética de 1940.

## Historia

### Miembros del gobierno de Estonia pasan a la clandestinidad durante la ocupación soviética
En junio de 1940 la Unión de Repúblicas Socialistas Soviéticas anexó ilegalmente a Estonia en junio de 1940. Las autoridades soviéticas arrestaron al presidente Konstantin Päts y lo deportaron a URSS donde fallece en prisión en 1956. Muchos miembros de los gobiernos previos y de ese momento fueron deportados o ejecutados, incluidos 8 jefes de Estado y 38 ministros. Aquellos que sobrevivieron pasaron a la clandestinidad.
Jüri Uluots fue el último primer ministro constitucional en la época de la ocupación soviética. Con la pérdida de Päts, Uluots, como jefe del gobierno de Estonia de acuerdo a la sección 46 de la Constitución de Estonia (Riigi Teataja 03.09.1937 n.º 71 Art 590), que establece que en caso de que el presidente deje vacante la oficina o se vea impedido de realizar sus obligaciones, dichas obligaciones y deberes serán asumidos por el primer ministro, quien delega a su vez los deberes de primer ministro en el primer ministro actuante, pasando a ser el jefe de Estado actuante.
Uluots intentó designar un nuevo gobierno de Estonia en julio de 1941, a comienzos de la ocupación alemana, pero las autoridades alemanas se negaron a reconocer a Estonia como un estado soberano.

### Comité Nacional durante la ocupación por la Alemania nazi
El Comité Nacional de la República de Estonia se conformó con individuos que formaban parte del gobierno de Estonia antes de que los soviéticos anexaran el país. Inicialmente desde el 23 de marzo de 1944 el Comité fue liderado por Kaarel Liidak, luego a partir del 15 de agosto por Otto Tief. El 1 de agosto de 1944 el Comité se autoproclamó el poder supremo de la República de Estonia.

### Fracaso en re-establecer la independencia

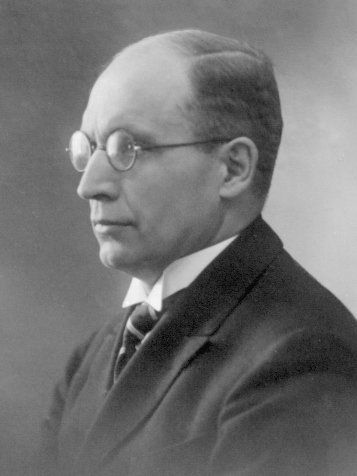
Jüri Uluots.

En junio de 1942 los líderes políticos de Estonia que habían sobrevivido a las represiones soviéticas organizaron una reunión a escondidas de las fuerzas de ocupación en Estonia durante el que se discutieron la formación de un gobierno de Estonia clandestino y las opciones para preservar la continuidad de la república. El 6 de enero de 1943 se realizó una reunión en la delegación de Estonia en Estocolmo. Con la finalidad de preservar la continuidad legal de la República de Estonia, se decidió que Jüri Uluots el último primer ministro constitucional, debía continuar para cumplir con sus obligaciones como primer ministro. El 20 de abril de 1944, el Comité Electoral de la República de Estonia (Vabariigi Presidendi Asetäitja Valimiskogu, la institución que según establece la Constitución debe elegir al Presidente actuante de la República) se reunió clandestinamente en Tallin. Entre los participantes se encontraban: 
- Jüri Uluots, el último primer ministro de Estonia antes de la ocupación soviética,
- Johan Holberg, el substituto del comandante en jefe de las Fuerzas Armadas,
- Otto Pukk, el presidente de la Cámara de Diputados,
- Alfred Maurer, el segundo vicepresidente del Consejo Nacional,
- Mihkel Klaassen, juez de la Corte Suprema de Estonia.

El Comité determinó que la designación de Johannes Vares durante la era soviética como primer ministro por parte de Konstantin Päts había sido ilegal y que Uluots había asumido los deberes de Presidente a partir del 21 de junio de 1940. El 21 de junio de 1944 – Jüri Uluots designó a Otto Tief como vice primer ministro. El 18 de septiembre de 1944 Uluots, enfermo de cáncer designó a Otto Tief primer ministro actuante y organizó un Gobierno compuesto por 11 miembros. El 20 de septiembre de 1944, Uluots, con la salud quebrada parte hacia Suecia. De acuerdo con la constitución Tief se hace cargo del gobierno y aprovechó la partida de los alemanes para declarar la restauración legítima del gobierno de Estonia. La mayoría de los miembros de este gobierno parten de Tallin el 21 de septiembre y Tief lo hace el 22 de septiembre. Tal como informó el Real Instituto de Relaciones Exteriores: el 21 de septiembre fue proclamado el gobierno nacional de Estonia, las fuerzas de Estonia capturan los edificios gubernamentales en Toompea y le ordenaron a las tropas alemanas que se fueran. La bandera de Alemania fue reemplazada por la bandera de Estonia en la torre de la bandera de Pikk Hermann. Sin embargo el gobierno de Tief, fracasó en retener el control, ya que las unidades militares de Estonia lideradas por Johan Pitka se enfrentaron simultáneamente con las tropas alemanas y soviéticas. El 22 de septiembre los soviéticos tomaron el control de Tallin y arriaron la bandera de Estonia.

### Escape ante el ingreso de las fuerzas soviéticas
El gobierno de Tief escapa de Tallin. La última reunión se realizó el 22 de septiembre en la población de Põgari. Sin embargo, el barco que debía transportarlos a través del Báltico tuvo un problema en su motor y no logra llegar a tiempo para recogerlos. La mayoría de los miembros y oficiales , incluido Tief, fueron capturados, encarcelados, deportados o ejecutados por los soviéticos. Tief logra sobrevivir durante una década en Siberia y fallece en Estonia en 1976. Únicamente Kaarel Liidak, Ministro de Agricultura, fallece en la clandestinidad el 16 de enero de 1945.

### Sucesión de Rei y rivalidad con Maurer
Luego del fallecimiento de Uluots el 9 de enero de 1945, August Rei, como miembro de mayor edad sobreviviente del gobierno, asumió el rol de jefe de Estado actuante. Rei recibió el apoyo de los miembros sobrevivientes del gobierno de Tief en Suecia. Rei fue el último enviado de Estonia a Moscú antes de que los soviéticos anexaran el país y consiguió escapar de Moscú por Riga hacia Estocolmo en junio de 1940.
El 12 de enero de 1953 en Oslo, Noruega, Rei proclamó un gobierno de Estonia oficial en el exilio. (Oslo fue elegido en vez de Estocolmo, ya que Noruega no tenía prohibiciones sobre este tipo de actividades políticas, que si había en Suecia.) Sin embargo, otro grupo de políticos de Estonia consideraban que el presidente debía ser elegido por algún cuerpo representativo. Este grupo estaba liderado por Alfred Maurer, quien había sido segundo vicepresidente del Consejo Nacional de Estonia antes de 1940. Maurer fue elegido presidente actuante de la República (Vabariigi Presidendi Asetäitja) en el exilio el 3 de marzo de 1953 en Augustdorf, Alemania. Si bien el linaje de Maurer contaba con mayor apoyo entre la comunidad exiliada, él nunca designó un nuevo gobierno (afirmando que el gobierno de Tief todavía estaba en funciones y que no había necesidad de un nuevo gobierno) y esta línea se extinguió luego del fallecimiento de Maurer el 20 de septiembre de 1954. Con lo cual el gobierno de Rei quedó como el único proclamando legitimidad.
El puesto de jefe de gobierno actuante continuó siendo ocupado por sucesión luego del fallecimiento de Rei en 1963. Desde 1953 hasta 1992, se formaron cinco gobiernos en el exilio.

## Diplomacia
De los tres estados Bálticos, solo Estonia conformó un gobierno formal en el exilio. En los casos de Lituania y Letonia, la autoridad soberana fue asignada a sus delegaciones diplomáticas. Aun en el caso de Estonia, las delegaciones fueron el instrumento primario para realizar la diplomacia y administrar los aspectos cotidianos del estado (tales como la emisión de pasaportes). La delegación principal de Estonia fue el consulado en Nueva York.
De acuerdo con la doctrina Stimson de Estados Unidos, y otras doctrinas de similar naturaleza, nunca se reconoció la legitimidad de la ocupación soviética de las repúblicas bálticas. Dado que la autoridad diplomática principal se ejercía desde el consulado de Estonia en Nueva York, el rol del gobierno en el exilio con sede en Oslo fue en gran medida de carácter simbólico.
Sin embargo, el gobierno de Estonia en el exilio permitió proveer la continuidad del estado de Estonia. El último primer ministro que ejerció las funciones de presidente, Heinrich Mark, concluyó el gobierno en el exilio cuando entregó sus credenciales al presidente entrante Lennart Meri el 8 de octubre de 1992. Meri emitió un comunicado agradeciendo al gobierno de Estonia en el exilio por ser custodio de la continuidad legal del Estado de Estonia.
Un grupo de activistas entre los que se contaban Mihkel Mathiesen, Kalev Ots y Ahti Mänd se negaron a aceptar la disolución del gobierno en el exilio, afirmando que ningún gobierno de Estonia podía ser legítimo a menos que derivara su autoridad de la constitución de 1938. Ellos reconstituyeron el gobierno en el exilio, basado en Nõmme el cual ha continuado desde entonces.

## Lista de Primeros Ministros actuantes (Peaministri asetäitjad)
- Otto Tief (18 de septiembre de 1944 - 12 de enero de 1953, permaneció en Estonia, prisionero soviético desde el 10 de octubre de 1944)
- Johannes Sikkar (12 de enero de 1953- 22 de agosto de 1960)
- Tõnis Kint (22 de agosto de 1960- 1 de enero de 1962)
- Aleksander Warma (1 de enero de 1962 - 29 de marzo de 1963)
- Tõnis Kint (2 de abril de 1963- 23 de diciembre de 1970)
- Heinrich Mark (8 de mayo de 1971 - 1 de marzo de 1990)
- Enno Penno (1 de marzo de 1990 - 15 de septiembre de 1992)